# أوزوريس إلدريدج
أوزوريس إلدريدج (بالإنجليزية: Osiris Eldridge)‏ مواليد 18 يونيو 1988 في شيكاغو، هو لاعب كرة سلة محترف أمريكي بدأ مسيرته الاحترافية في سنة 2010 لعب في الدوري التركي لكرة السلة كلاعب هجوم خلفي ويحمل الرقم 17. يبلغ طوله 6 قدم 3 بوصة (1.9 م).

## روابط خارجية
- أوزوريس إلدريدج على موقع كرة السلة الأوروبية.كوم (الإنجليزية)
- أوزوريس إلدريدج على موقع كلية كرة السلة في سبورتس رفرنس.كوم (الإنجليزية)
- أوزوريس إلدريدج على موقع ريلجم (الإنجليزية)
- أوزوريس إلدريدج على موقع بروبوليرز (الإنجليزية)
- أوزوريس إلدريدج على موقع سبورتس رفرنس (الإنجليزية)
- أوزوريس إلدريدج على موقع سبورتس رفرنس (الإنجليزية)